# Nor Gjugh
Nor Gjugh (armeniska: Նոր Գյուղ) är en ort i Armenien. Innan 4 april 1946 hette orten Tazagjugh. Namnet Nor Gjugh betyder överfört "Ny by". Den ligger i provinsen Kotajk, i den centrala delen av landet, 15 km nordost om huvudstaden Jerevan. Nor Gjugh ligger 1 435 meter över havet och antalet invånare är 1 462.
Terrängen runt Nor Gjugh är huvudsakligen kuperad, men den allra närmaste omgivningen är platt. Runt Nor Gjugh är det ganska tätbefolkat, med 149 invånare per kvadratkilometer.. Närmaste större samhälle är Jerevan, 15,4 km sydväst om Nor Gjugh.
Trakten runt Nor Gjugh består i huvudsak av gräsmarker.